# Phone Patch

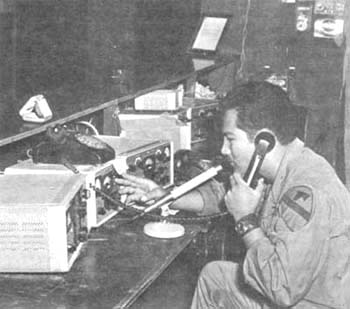
Phone Patch im Vietnamkrieg, 1969

Ein Phone Patch ist die behelfsmäßige Verbindung einer Funkstation mit dem Telefonnetz.
Dadurch kann die Funkverbindung von Teilnehmern benutzt werden, die sich nicht bei der Funkstation aufhalten, bzw. der entfernten Funkstation stehen Telefonverbindungen zur Verfügung. Da beim Funk üblicherweise, im Gegensatz zum Telefon, kein vollduplex möglich ist, müssen die Gesprächsteilnehmer jeweils angeben, wenn der andere sprechen soll, z. B. mit der Aufforderung „antworten“ oder „over“. Der mithörende Operator auf der Funkstation mit dem Phone Patch betätigt dann die Sende-Empfangs-Umschaltung.
Phone Patches werden typischerweise auf Kurzwelle für Seefunk oder Flugfunk verwendet, oder durch Funkamateure beim Notfunk. Das Military Affiliate Radio System vermittelte für US-Soldaten in Übersee so Telefongespräche mit ihren Angehörigen in den USA, als dazu das Internet noch nicht verfügbar war.